# Nuoto ai Giochi della VIII Olimpiade - 200 metri rana maschili
La gara dei 200 metri rana maschili dei Giochi di Parigi 1924 venne disputata dal 15 al 17 luglio. Gli atleti partecipanti furono 28, in rappresentanza di 16 nazioni.

## Primo turno
Si è disputato il 15 luglio. I primi due di ogni batteria più il miglior tempo avanzarono alle semifinali.
- Batteria 1

| Pos. | Atleta               | Nazione       | Tempo  | Note |
| ---- | -------------------- | ------------- | ------ | ---- |
| 1    | Robert Skelton       | Stati Uniti   | 2'56"0 | Q,   |
| 2    | Thor Henning         | Svezia        | 3'02"4 | Q    |
| 3    | Zoltán Bitskey       | Ungheria      | 3'05"4 | q    |
| 4    | Ivan Stedman         | Australia     | 3'09"6 |      |
| 5    | William Stoney       | Gran Bretagna | 3'10"3 |      |
| 6    | Georges Vallerey Sr. | Francia       | 3'11"2 |      |

- Batteria 2

| Pos. | Atleta          | Nazione       | Tempo  | Note |
| ---- | --------------- | ------------- | ------ | ---- |
| 1    | Joseph De Combe | Belgio        | 3:02"0 | Q    |
| 2    | Edward Maw      | Gran Bretagna | 3:07"0 | Q    |
| 3    | Márton Sipos    | Ungheria      | 3:09"8 |      |
| 4    | Arvo Aaltonen   | Finlandia     | 3:11"0 |      |
| 5    | Marius Zwiller  | Francia       | 3:11"2 |      |

- Batteria 3

| Pos. | Atleta             | Nazione        | Tempo  | Note |
| ---- | ------------------ | -------------- | ------ | ---- |
| 1    | William Kirschbaum | Stati Uniti    | 3:01"0 | Q    |
| 2    | Rudolf Piowatý     | Cecoslovacchia | 3:10"8 | Q    |
| 3    | Bo Johnsson        | Svezia         | 3:12"2 |      |
| 4    | Viljo Wiklund      | Finlandia      | 3:12"4 |      |
| 5    | Luciano Trolli     | Italia         | 3:23"0 |      |

- Batteria 4

| Pos. | Atleta          | Nazione       | Tempo  | Note |
| ---- | --------------- | ------------- | ------ | ---- |
| 1    | Reginald Flint  | Gran Bretagna | 3'05"2 | Q    |
| 2    | Frigyes Hollósi | Ungheria      | 3'06"4 | Q    |
| 3    | Henri Bouvier   | Francia       | 3'07"8 |      |
| 4    | Gerlacus Moes   | Paesi Bassi   | 3'18"8 |      |
| 5    | Emerico Biach   | Italia        | 3'26"8 |      |
| 6    | Ivo Pavelić     | Jugoslavia    | 3'28"4 |      |

- Batteria 5

| Pos. | Atleta           | Nazione        | Tempo  | Note |
| ---- | ---------------- | -------------- | ------ | ---- |
| 1    | Bengt Linders    | Svezia         | 3'03"4 | Q    |
| 2    | Robert Wyss      | Svizzera       | 3'03"6 | Q    |
| 3    | Clarrie Heard    | Nuova Zelanda  | 3'09"0 |      |
| 4    | Tsunenobu Ishida | Giappone       | 3'09"2 |      |
| 5    | Jaroslav Müller  | Cecoslovacchia | 3'22"0 |      |
| 6    | Mário Marques    | Portogallo     | 3'32"4 |      |

## Semifinali
Si sono disputate il 16 luglio. I primi due di ogni batteria più il miglior tempo avanzarono alle semifinali.
- Batteria 1

| Pos. | Atleta             | Nazione        | Tempo  | Note |
| ---- | ------------------ | -------------- | ------ | ---- |
| 1    | Robert Skelton     | Stati Uniti    | 3'00"2 | Q    |
| 2    | William Kirschbaum | Stati Uniti    | 3'02"6 | Q    |
| 3    | Robert Wyss        | Svizzera       | 3'04"2 | q    |
| 4    | Frigyes Hollósi    | Ungheria       | 3'05"6 |      |
| 5    | Reginald Flint     | Gran Bretagna  | 3'06"8 |      |
| 6    | Rudolf Piowatý     | Cecoslovacchia | 3'11"8 |      |

- Batteria 2

| Pos. | Atleta          | Nazione       | Tempo  | Note |
| ---- | --------------- | ------------- | ------ | ---- |
| 1    | Joseph De Combe | Belgio        | 3'00"2 | Q    |
| 2    | Bengt Linders   | Svezia        | 3'01"4 | Q    |
| 3    | Thor Henning    | Svezia        | 3'05"0 |      |
| 4    | Edward Maw      | Gran Bretagna | 3'07"0 |      |
| 5    | Zoltán Bitskey  | Ungheria      | 3'09"2 |      |

### Finale
Si è disputata il 17 luglio.
| Pos.    | Atleta             | Nazione     | Tempo  | Note |
| ------- | ------------------ | ----------- | ------ | ---- |
| Oro     | Robert Skelton     | Stati Uniti | 2'56"6 |      |
| Argento | Joseph De Combe    | Belgio      | 2'59"2 |      |
| Bronzo  | William Kirschbaum | Stati Uniti | 3'01"0 |      |
| 4       | Bengt Linders      | Svezia      | 3'02"2 |      |
| 5       | Robert Wyss        | Svizzera    | 3'05"6 |      |